# Hunter Biden
Robert Hunter Biden (Wilmington (Delaware), 4 februari 1970) is een Amerikaanse ondernemer, kunstschilder, voormalige advocaat en de tweede zoon van de 46e president van de Verenigde Staten Joe Biden en diens eerste echtgenote, Neilia Hunter.

## Levensloop
Samen met zijn moeder, broer en zusje was Hunter Biden op bijna driejarige leeftijd betrokken bij een auto-ongeluk, waarbij hij verwondingen aan zijn schedel opliep. Zijn moeder en zusje Naomi overleefden de crash niet. In 1992 studeerde Hunter af met een Bachelor of Arts-graad in geschiedenis aan de Universiteit van Georgetown. In het jaar nadat hij afstudeerde, diende hij als vrijwilliger bij een jezuïet in een kerk in Portland (Oregon) en ontmoette hij Kathleen Buhle, met wie hij in 1993 trouwde. Na een jaar het Georgetown University Law Center te hebben gevolgd, stapte hij over naar de Yale Law School en studeerde daar in 1996 af in rechten. Na zijn rechtenstudie werkte Hunter onder andere als bankier, advocaat en lobbyist. Onder president George W. Bush en Barack Obama was hij vicevoorzitter van de National Railroad Passenger Corporation.

## Oekraïne-affaire
In aanloop naar de Amerikaanse presidentsverkiezingen van 2020 werd Hunter Biden het doelwit van een 'lastercampagne door de regering van president Donald Trump vanwege zijn connecties met de Oekraïense holding Burisma. Hunter Biden was van 2014 tot 2019 lid van de raad van bestuur van deze Oekraïense energiemaatschappij, die destijds onder vuur lag wegens belastingontduiking. Volgens Trump zouden zowel Hunter als de destijds vicepresident Joe Biden zich schuldig gemaakt hebben aan het dwarsbomen van een corruptieonderzoek naar het bedrijf.

## Rechtszaken

### Overtreding wapenwet
In 2018 overtrad Biden de Amerikaanse wapenwet door als drugsverslaafde een revolver aan te schaffen. Bij de aankoop loog hij door in het aanvraagformulier op te schrijven dat hij niet drugsverslaafd was, terwijl hij leed aan een crackverslaving. Het voorval had hij in 2018 zelf opgetekend in zijn uitgebrachte memoires. Op 11 juni 2024 werd hij door een jury schuldig bevonden aan alle drie de aanklachten: liegen tegen een wapenhandelaar, valsheid in geschrifte en het illegaal bezitten van een wapen gedurende elf dagen. Het was de eerste keer in de geschiedenis van de Verenigde Staten dat een kind van een zittende president strafrechtelijk veroordeeld werd.

### Belastingontduiking
Biden werd in 2024 eveneens voor de rechtbank gedaagd voor het ontduiken van het betalen van belasting voor een bedrag van 1,4 miljoen US-dollar.
In december 2024 op minder dan twee maanden voor het einde van zijn presidentschap verleende de Amerikaanse president Joe Biden zijn zoon gratie.

## Persoonlijk
Biden kreeg met zijn eerste echtgenote Kathleen Buhle drie dochters. Het paar ging in 2015 uit elkaar en in 2017 werd de echtscheiding uitgesproken. In 2019 trouwde hij met de Zuid-Afrikaanse filmmaker Melissa Cohen, met wie hij in 2020 een zoon kreeg. Biden heeft ook een in 2019 geboren buitenechtelijke dochter met Lunden Roberts.
Biden worstelde jarenlang met alcoholisme en een crackverslaving. Sinds 2021 werkt Biden als kunstschilder in Los Angeles.
- Bibsys: 1615360582075
- Bibliothèque nationale de France: cb17995616s (data)
- Catàleg d'autoritats de noms i títols de Catalunya: 981060028680506706
- Gemeinsame Normdatei: 119595817X
- International Standard Name Identifier: 0000 0001 1852 1486
- Library of Congress Control Number: no2011048875
- Nederlandse Thesaurus van Auteursnamen: 432241698
- Système universitaire de documentation: 25634163X
- Virtual International Authority File: 169661415
- WorldCat: E39PBJhd7X9JjbxT3HfxtFRVG3